# Собор в Галле (Саксония-Анхальт)
Собор в Галле (нем. Dom zu Halle) — старейшее церковное сооружение немецкого города Галле в федеральной земле Саксония-Анхальт. Приходская церковь евангелически-реформатской общины города.
Собор, строительство которого началось в 1271 году в качестве монастырской церкви ордена доминиканцев, получил статус кафедрального в 1520-х годах при магдебургском архиепископе Альбрехте Бранденбургском, планировавшем в Галле свою новую резиденцию, которая должна была стать центром самого влиятельного церковного владения к северу от Альп.
После того как церковь вместе с окружавшими её зданиями конвента была в 1520 году изъята у доминиканцев, получивших взамен в пользование церковь св. Маврикия, началось преобразование как её внешнего облика в стиле ренессанс под руководством строительной мастерской Бастиана Биндера, так и внутреннего убранства при участии таких известнейших художников и скульпторов начала XVI века как Матиас Грюневальд, Лукас Кранах-старший, Петер Шро и других. Так, один лишь Лукас Кранах создал в течение 5 лет для новой епископской церкви 16 алтарных композиций, входящих в число его лучших работ; а Матиас Грюневальд написал для неё «Встречу св. Эразма и св. Маврикия». В 1523 году церковь была в торжественной церемонии повторно освящена во имя свв. Маврикия и Марии Магдалены в качестве нового кафедрального собора архиепископства Магдебург.
Известный своей приверженностью позднесредневековому культу реликвий, Альбрехт Бранденбургский разместил здесь своё обширное собрание (более 20 тысяч экземпляров) частиц мощей многочисленных святых, обрамлённых в драгоценные реликварии. Эта постоянно растущая коллекция, начатая ещё его предшественником Эрнстом II Саксонским (нем. Ernst II. von Sachsen, 1464—1513), и финансирование которой происходило за счёт массовой продажи индульгенций, побудила Мартина Лютера назвать её «идолами из Галле» (нем. Abgott zu Halle), и в письме кардиналу от 1 декабря 1521 года потребовать её скорейшего удаления из собора, иначе он будет вынужден обойтись с Альбрехтом «как с папой».
В связи с неуклонным распространением Реформации и с окончательным переходом городского совета Галле в протестантизм в 1540 году, Альбрехт Бранденбургский был вынужден покинуть свою новую резиденцию, и в 1541 году укрыться на территории майнцского архиепископства, гораздо менее затронутого идеями церковной реформы. При этом значительная часть внутреннего убранства собора, собрание реликвий и, среди прочего, работы Кранаха и Грюневальда были отправлены в Ашаффенбург, откуда они уже в позднейшие времена попали в различные музейные коллекции.
Светские администраторы магдебургского епископства из рода саксонских Веттинов использовали затем собор в качестве придворной церкви. По желанию последнего из них, саксен-вайсенфельдского герцога Августа внутреннее убранство собора было в середине XVII века переделано в раннебарочном стиле: именно к этому времени относятся эмпоры и главный алтарь. После смерти герцога Августа в 1680 году епископство было секуляризовано, и под названием магдебургского герцогства отошло Пруссии, курфюрст которой Фридрих Вильгельм I передал здание собора евангелически-реформатской общине города.

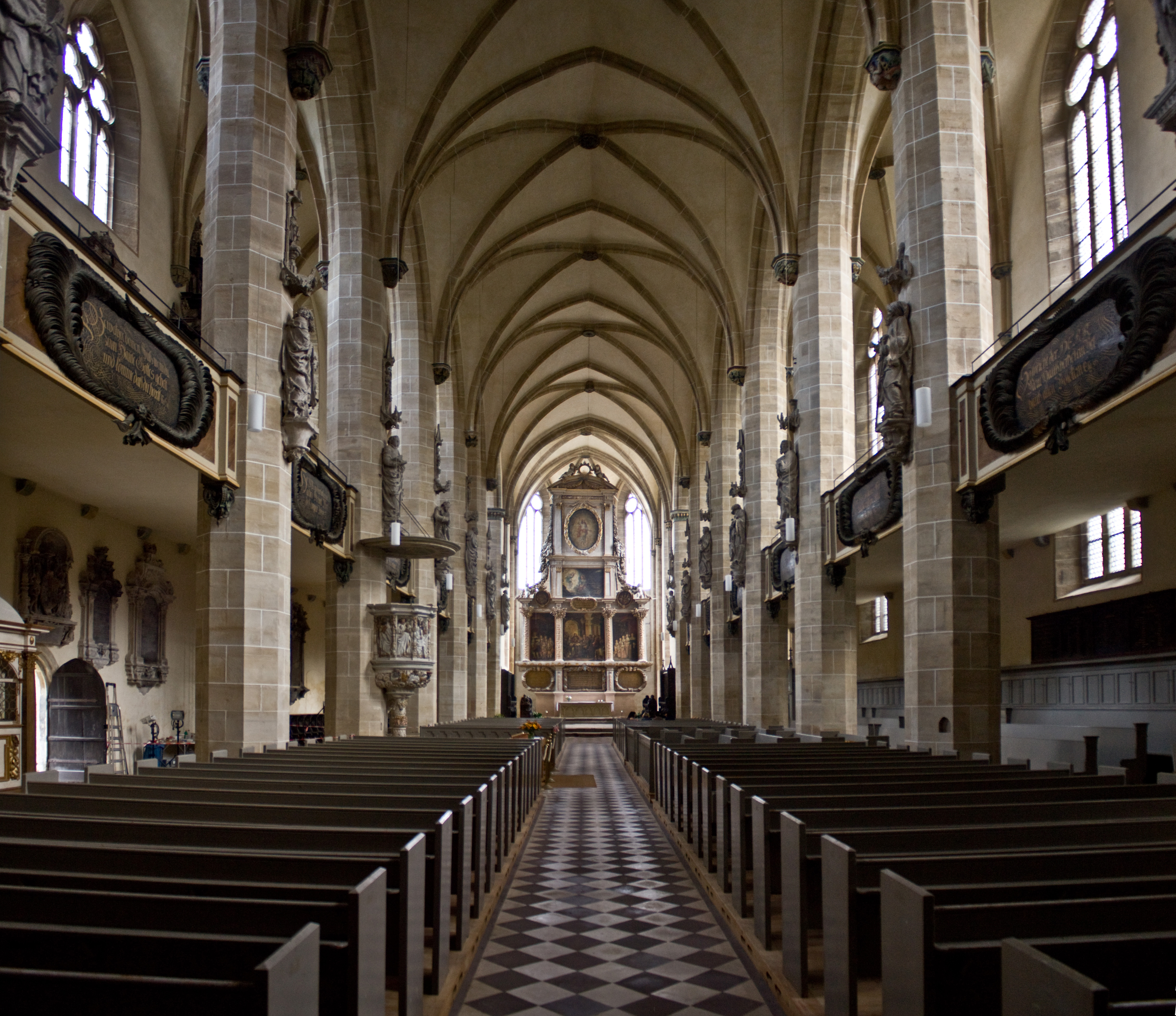
Общий вид внутреннего убранства собора

13 марта 1702 года в соборе органистом «с испытательным сроком на год» устроился работать тогда ещё мало известный Георг Фридрих Гендель.
В 1851 году старый барочный алтарь XVII века был заменён на новый работы Фридриха Вильгельма и Августа Фердинанда Вельднеров (нем. Wäldner), и в период с 1883 по 1896 годы было обновлено внутреннее убранство собора, причём, что типично для реставрационных работ того времени, церковь была реготизирована.
Обширные реставрационные работы были проведены также и во второй половине XX века: в 1957—1959 и в 1996—2005 годах.
В настоящее время собор продолжает оставаться центром духовной жизни реформатской общины города Галле, но также регулярно открыт для туристических посещений и концертов.